# Jennifer Weiner

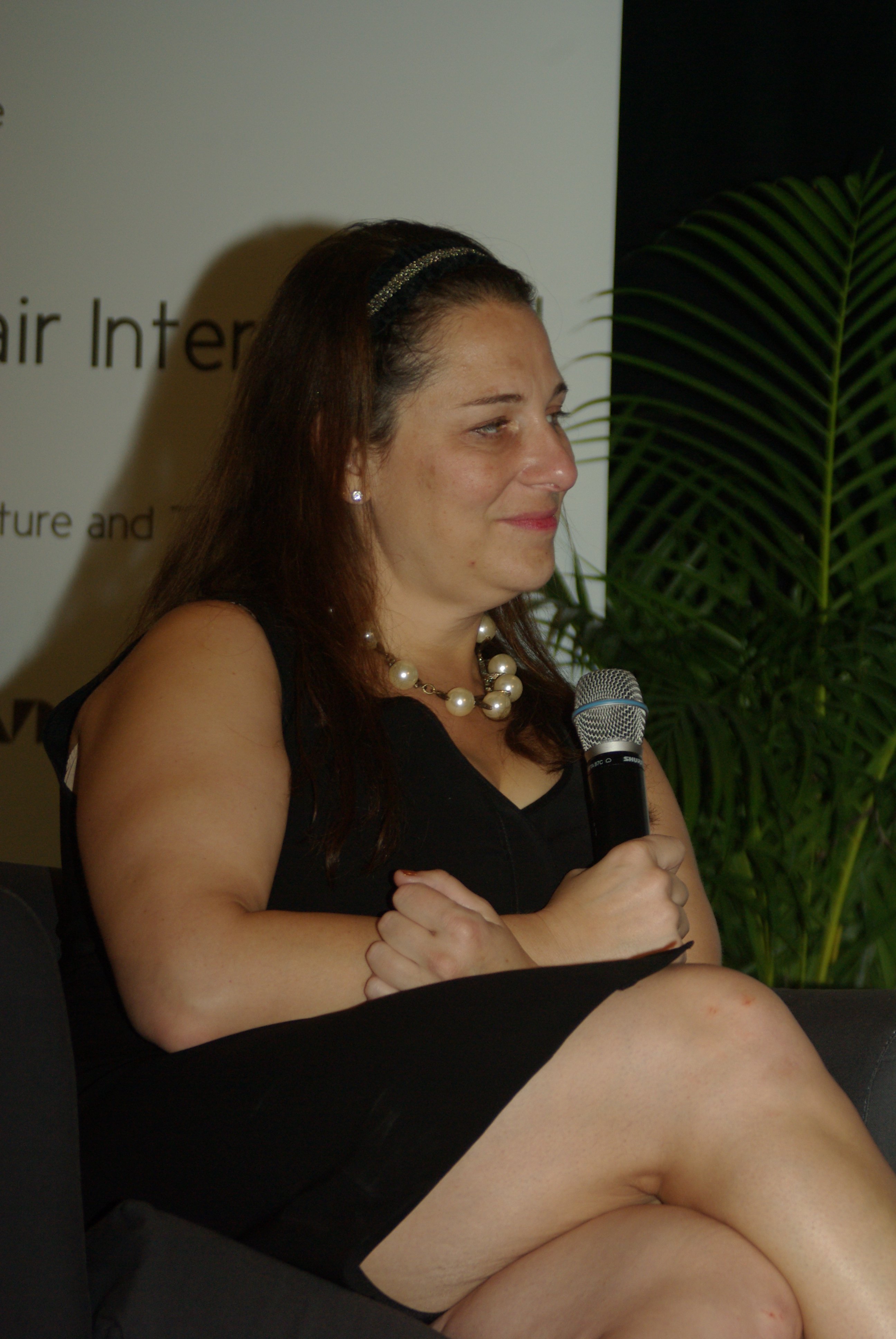
Jennifer Weiner (2013)

Jennifer Weiner (* 28. März 1970 in DeRidder, Louisiana) ist eine US-amerikanische Schriftstellerin, Fernsehproduzentin und ehemalige Journalistin. Sie lebt heute in Philadelphia (Pennsylvania).

## Leben und Karriere
Weiner wurde in DeRidder geboren, wo ihr Vater als Arzt in der US Army arbeitete. Sie hat eine jüngere Schwester und zwei Brüder. Ihre Kindheit verbrachte Weiner in Simsbury (Connecticut). Ihr erster Roman Gut im Bett basiert lose auf ihrem Leben: Die Protagonistin des Romans, Cannie Shapiro, ähnelt ihr sehr. Wie Cannies Eltern ließen sich auch Weiners Eltern scheiden, als sie 16 Jahre alt war, und ihre Mutter outete sich im Alter von 55 Jahren als homosexuell. Mit 17 Jahren immatrikulierte sich Weiner an der Princeton University. 1991 schloss sie ihr Bachelor-Studium in Englisch mit summa cum laude ab. Ihre erste Geschichte "Tour of Duty" veröffentlichte sie 1992 in einem amerikanischen Teenager-Magazin.
Nach ihrem Studium arbeitete Weiner bei der Zeitung des State College (Pennsylvania), dort veröffentlichte sie eine regelmäßige Kolumne. Danach wechselte sie zum Lexington Herald-Leader (Kentucky), wo sie ihre Kolumne fortsetzte. Schließlich wechselte sie zum Philadelphia Inquirer, dort arbeitete sie als Reporterin. Während ihrer Tätigkeit für den Philadelphia Inquirer schrieb Weiner Artikel für andere Magazine und Zeitschriften. Ihren ersten Roman Gut im Bett veröffentlichte Weiner im Jahr 2001. Ihr zweiter Roman Zwei Schwestern und ein Hochzeitskleid erschien 2002 und wurde mit Cameron Diaz, Toni Collette und Shirley MacLaine im Jahre 2005 unter dem Titel In den Schuhen meiner Schwester erfolgreich verfilmt. Weiners Romane sind sehr erfolgreich und wurden bereits in 36 Ländern veröffentlicht.
Neben ihrer Tätigkeit als Schriftstellerin arbeitet Weiner als Mitentwicklerin und ausführende Produzentin für die ABC Family-Sitcom State of Georgia. Sie entwickelte die Pilotfolge der Fernsehserie, in der eine übergewichtige Frau davon träumt ein Star am Broadway zu werden. Die Serie wurde im Sommer 2011 im amerikanischen Fernsehen ausgestrahlt, aber bereits nach 12 Folgen wieder eingestellt.
Weiner ist verheiratet und Mutter von zwei Kindern.

## Bücher
- Gut im Bett (Good in Bed, 2001)
- Zwei Schwestern und ein Hochzeitskleid (In Her Shoes, 2002)
- Liebe a la Carte (Little Earthquakes, 2004)
- Die Tagebücher einer Mami (Goodnight Nobody, 2005)
- Der Mann im Hochzeitsbett (The Guy Not Taken, 2006)
- Ein Kleid für alle Fälle (Certain Girls, 2008)
- Nicht ohne dich (Best Friends Forever, 2009)
- Wenn du nicht wärst (Fly Away Home, 2010)
- Then Came You, 2011 (noch keine deutsche Übersetzung)
- The Next Best Thing, 2012 (noch keine deutsche Übersetzung)
- All Fall Down, 2014 (noch keine deutsche Übersetzung)
- Who Do You Love, 2015 (noch keine deutsche Übersetzung)
- The Littlest Bigfoot, 2016 (noch keine deutsche Übersetzung)
- Hungry Heart: Adventures in Life, Love, and Writing, 2016 (noch keine deutsche Übersetzung)
- Little Bigfoot, Big City, 2017 (noch keine deutsche Übersetzung)
- Mrs. Everything, 2019 (noch keine deutsche Übersetzung)
- Big Summer (Big Summer, 2020)
- That Summer, 2021 (noch keine deutsche Übersetzung)
- The Summer Place. Atria, New York 2022, ISBN 978-1-5011-3357-2.

## Verfilmungen
- In den Schuhen meiner Schwester (In Her Shoes, 2005), mit Cameron Diaz, Toni Collette und Shirley MacLaine. Regie führte Curtis Hanson. Weiner, ihre Schwester, sowie ihre Großmutter übernahmen kleine Nebenrollen im Film.